# Sjaak Swart
Jesaia (Sjaak) Swart (ur. 3 lipca 1938 roku w Amsterdamie) – holenderski piłkarz, występował na pozycji skrzydłowego i przez całą karierę był związany z klubem, którego był wychowankiem – Ajaksem Amsterdam. Był synem Żyda i chrześcijanki. Jako prawoskrzydłowy zajął w Ajaksie miejsce innego żydowskiego piłkarza, zamordowanego w Auschwitz-Birkenau Eddy'ego Hamela.

## Kariera klubowa
Swart nazywany jest Mister Ajax, gdyż to właśnie Holender rozegrał w barwach amsterdamskiego klubu 463 spotkania i drugiego w klasyfikacji Wima Suurbiera wyprzedza o 70 gier. Swart strzelił też 175 goli, co daje mu trzeci wynik klubowy. Debiutował w zespole 16 września 1956, wtedy powstała Eredivisie i Ajax wygrał nową ligę w pierwszym jej sezonie. Holender tłumaczył w jednym z wywiadów fenomen Ajaksu w następujący sposób:

Ajax był zespołem tak potężnym, że rywale bali się nas panicznie. Zatem gdy wychodzili na mecz z nami, już przed gwizdkiem wygrywaliśmy 1:0.

Swart długo był podstawowym piłkarzem klubu. Zdobył z nim trzy Puchary Mistrzów, w latach 1971–1973, mimo że w meczu finałowym w 1973 już nie zagrał, gdyż w Ajaksie pojawił się nowy skrzydłowy – Johnny Rep. Starzejący się Swart nie był w stanie wygrać rywalizacji z młodszym kolegą, dlatego też w maju 1973 zakończył karierę, a klub w zamian za lata gry zorganizował dla niego benefisowy mecz z Tottenham Hotspur. Po zakończeniu kariery wychowanek Ajaksu stworzył klub oldbojów – "Lucky Ajax", który działa do dziś. Imieniem Swarta nazwano również jeden z mostów w Park de Meer w Amsterdamie.

## Statystyki kariery
| Sezon   | Drużyna        | Liga       | Eredivisie | Eredivisie | Puchar Holandii | Puchar Holandii | Europejskie Puchary | Europejskie Puchary | Razem   | Razem |
| ------- | -------------- | ---------- | ---------- | ---------- | --------------- | --------------- | ------------------- | ------------------- | ------- | ----- |
| Sezon   | Drużyna        | Liga       | Występy    | Gole       | Występy         | Gole            | Występy             | Gole                | Występy | Gole  |
| 1956-57 | AFC Ajax       | Eredivisie | 5          | 0          | 1               | 0               | -                   | -                   | 6       | 0     |
| 1957-58 | Ajax Amsterdam | Eredivisie | 19         | 4          | -               | -               | 2                   | 0                   | 21      | 4     |
| 1958-59 | Ajax Amsterdam | Eredivisie | 7          | 3          | 5               | 4               | -                   | -                   | 12      | 7     |
| 1959-60 | Ajax Amsterdam | Eredivisie | 34         | 18         | -               | -               | -                   | -                   | 34      | 18    |
| 1960-61 | Ajax Amsterdam | Eredivisie | 33         | 9          | 7               | 3               | 2                   | 1                   | 42      | 13    |
| 1961-62 | Ajax Amsterdam | Eredivisie | 33         | 5          | 2               | 1               | 2                   | 0                   | 37      | 6     |
| 1962-63 | Ajax Amsterdam | Eredivisie | 28         | 5          | 2               | 0               | -                   | -                   | 30      | 5     |
| 1963-64 | Ajax Amsterdam | Eredivisie | 30         | 12         | 5               | 0               | -                   | -                   | 35      | 12    |
| 1964-65 | Ajax Amsterdam | Eredivisie | 29         | 11         | 1               | 0               | -                   | -                   | 30      | 11    |
| 1965-66 | Ajax Amsterdam | Eredivisie | 30         | 10         | 5               | 3               | -                   | -                   | 35      | 13    |
| 1966-67 | Ajax Amsterdam | Eredivisie | 34         | 25         | 5               | 3               | 6                   | 3                   | 45      | 31    |
| 1967-68 | Ajax Amsterdam | Eredivisie | 33         | 11         | 7               | 2               | 2                   | 0                   | 42      | 13    |
| 1968-69 | Ajax Amsterdam | Eredivisie | 32         | 13         | 3               | 2               | 10                  | 3                   | 45      | 18    |
| 1969-70 | Ajax Amsterdam | Eredivisie | 31         | 13         | 6               | 1               | 10                  | 6                   | 47      | 20    |
| 1970-71 | Ajax Amsterdam | Eredivisie | 31         | 16         | 6               | 1               | 8                   | 1                   | 45      | 18    |
| 1971-72 | Ajax Amsterdam | Eredivisie | 33         | 11         | 5               | 3               | 9                   | 3                   | 47      | 17    |
| 1972-73 | Ajax Amsterdam | Eredivisie | 26         | 9          | 1               | 0               | 3                   | 1                   | 30      | 10    |
| Razem   | Razem          | Razem      | 463        | 175        | 61              | 23              | 54                  | 18                  | 578     | 216   |